# Lithacodia argyrophanes
Lithacodia argyrophanes là một loài bướm đêm trong họ Noctuidae.